# Crepidium cordiglottis
Crepidium cordiglottis är en orkidéart som först beskrevs av Johannes Jacobus Smith, och fick sitt nu gällande namn av Mark Alwin Clements och David Lloyd Jones. Crepidium cordiglottis ingår i släktet Crepidium, och familjen orkidéer. Inga underarter finns listade i Catalogue of Life.